# 노준호
노준호(1975년 9월 2일 ~ )는 대한민국의 연극 겸 영화 배우이다.

## 출연작

### 영화
- 2011년 《달빛 길어올리기》 ... 관리공단 직원 역
- 2010년 《패밀리마트》 ... 찬영 역
- 2009년 《전우치》 ... 양복경비 1 역
- 2009년 《해운대》 ... 해찬 역
- 2006년 《두뇌유희 프로젝트, 퍼즐》 ... 동료 형사 역
- 2006년 《생산적 활동》 ... 재성 역
- 2004년 《역도산》 ... 김일 역
- 2003년 《실미도》 ... 준호 역
- 2002년 《해안선》 ... 총검에 찔리는 사람 역
- 2002년 《광복절 특사》 ... 보좌관 역

### TV 드라마
- 2009년 MBC 미니시리즈 《친구, 우리들의 전설》 ... 도 대위 역
- 2009년 KBS2 주말연속극 《솔약국집 아들들》 ... 경호원 역

### 연극
- 1997년 《오픈 플리즈》
- 1995년 《돈내지 맙시다》

### 뮤지컬
- 2002년 《뉴 보잉보잉》
- 2002년 《블랙 햄릿》
- 2002년 《명성황후》
- 2002년 《서동요》
- 1997년 《지하철 1호선》

## 경력
- 1997년 ~ 1999년 서울예술단 단원